# The Cardigans
The Cardigans – szwedzki zespół, który powstał w Jönköping w 1992 roku. Styl zespołu zmieniał się wraz z każdym albumem począwszy od rocka alternatywnego i indie, przez muzykę pop inspirowaną latami 60. na zwykłym rocku skończywszy.
Dzięki ich debiutanckiemu albumowi Emmerdale (1994) ugruntowali sobie pozycję w ojczyźnie, a także zdobyli popularność w innych krajach, np. Japonii. Jednak dopiero ich drugi album Life (1995) zwrócił uwagę międzynarodowej publiczności i krytyków. Popularność grupie przyniósł singiel „Lovefool”, z płyty First Band on the Moon (1996), który został włączony do ścieżki dźwiękowej filmu Romeo i Julia na podstawie sztuki Williama Shakespeare’a, wyreżyserowanego przez Baza Luhrmanna. Dalsze uznanie na szwedzkim rynku zdobyli piosenkami „My Favourite Game” i „Erase/Rewind”, pochodzącymi z albumu Gran Turismo.

## Skład
- Peter Svensson – gitara
- Magnus Sveningsson – gitara basowa
- Bengt Lagerberg – perkusja
- Lars-Olof „Lasse” Johansson – instrumenty klawiszowe oraz gitara
- Nina Persson – śpiew

## Historia
Peter Svensson i Magnus Sveningsson, fani muzyki heavymetalowej, stworzyli w 1992 roku, wraz z perkusistą Bengtem Lagerbergiem, klawiszowcem Larsem-Olofem Johanssonem i główną wokalistką Niną Persson, zespół w Jönköping. Mieszkając wspólnie w niewielkim mieszkaniu, The Cardigans nagrali demo, które usłyszał później producent Tore Johansson. Zaciekawiony muzyką Johansson zaprosił zespół do studia nagraniowego w Malmö. Doprowadziło to do wydania w 1994 roku ich debiutanckiego albumu Emmerdale w Szwecji oraz Japonii (międzynarodowa prapremiera – 1997). Na płycie znajduje się przebój radiowy „Rise & Shine”, który został później uznany przez magazyn Slitz za największy przebój 1994 roku.
Drugą połowę 1994 roku spędzili koncertując po Europie i nagrywając album Life, który swoją światową premierę miał w 1995. Life okazał się wielkim sukcesem, czego dowodem jest liczba sprzedanych egzemplarzy przekraczająca milion oraz status platynowej płyty w Japonii. W 1996 roku płyta Life ukazała się ponownie pod tytułem Minty Fresh w Stanach Zjednoczonych, jednak to wydanie stanowiło przede wszystkim połączenie utworów z Emmeradale i Life. Life można uznać satyryczną ripostę na pierwszy album oraz pokazuje zwrot w twórczości zespołu w kierunku bardziej awangardowego.
Po sukcesie płyty Life, The Cardigans podpisali kontrakt z wytwórnią Mercury Records, pod logo której ukazał się w 1996 First Band on the Moon. Dzięki temu albumowi grupa rozwinęła się w bardziej mroczny nurt, zaś tematami piosenek były przede wszystkim: rozstania, zdrada i rozpacz. Utwór „Lovefool” stał się hitem na całym świecie, zwłaszcza w Stanach Zjednoczonych oraz ponownie w Japonii, gdzie album otrzymał platynę w niecałe trzy tygodnie. Jednakże utwór nie jest dobrą reprezentacją płyty jako całości i chociaż pomógł zdobyć status złotej płyty w Ameryce, wielu krytyków zaklasyfikowało zespół na jego podstawie jako mdły soft-pop.
Wydana w 1998 Gran Turismo płyta była znacznie mroczniejsza i bardziej nastrojowa. Po jej ukazaniu się zespół postanowił na jakiś czas zawiesić działalność, podczas gdy jego członkowie zajęli się własnymi, solowymi projektami. Również w tym samym roku na rynku pojawiła się składanka płyt z utworami dodatkowymi nazwana The Other Side of the Moon, niestety została ona wydana tylko w Japonii, przez to jest rzadko spotykana poza granicami tego kraju.
W czasie owej przerwy w działalności grupy, Nina Persson wydała album pod pseudonimem A Camp, a The Cardigans nagrali cover piosenki Talking Heads pod tytułem „Burning Down the House” wraz z Tomem Jonesem, który znalazł się na jego płycie Reload. Równolegle Peter Svensson pracował wraz z zespołem Paus z pomocą Joakima Berga, z Kentu. Natomiast Magnus Sveningsson nagrywał piosenki pod pseudonimem Righteous Boy. The Cardigans powrócili w 2003 promując Long Gone Before Daylight, album o wiele spokojniejszy, z nastrojową kolekcją piosenek napisanych głównie przez Ninę Persson i Petera Svenssona.
Grupa skończyła nagrywać swój szósty album Super Extra Gravity w maju 2005 roku, który został wydany 19 października 2005, jednak spotkał się on ze znaczną krytyką. Jest on znacznie bardziej surowy od poprzedniego.

## Dyskografia

### Albumy
Albumy studyjne
- Emmerdale (1994) SWE #29 (wydana ponownie w USA w 1999)
- Life (1995) SWE #20 UK #51 (wydana ponownie w USA w 1996)
- First Band on the Moon (1996) SWE #2 UK #18 US #35
- Gran Turismo (1998) SWE #1 UK #8 US #151
- Long Gone Before Daylight (2003) SWE #1 UK #47 (wydana ponownie w USA w 2004)
- Super Extra Gravity (2005) SWE #1 UK #78

Składanki
- The Other Side of the Moon (1997) – rzadka kompilacja B-side'ów wydana tylko w Japonii i Australii
- Best of (2008) - wydana w dwóch wersjach: podstawowej 1CD oraz deluxe 2CD (druga płyta zawiera różne B-side'y)

### Single
| Rok  | Single                                                | UK          | SWE  |
| ---- | ----------------------------------------------------- | ----------- | ---- |
| 1994 | "Rise & Shine"                                        | # 29        | # -  |
| 1994 | "Black Letter Day"                                    | nie dotyczy | # -  |
| 1994 | "Sick & Tired"                                        | # 34        | # -  |
| 1995 | "Carnival"                                            | # 35        | # -  |
| 1995 | "Hey! Get Out Of My Way"                              | # -         | # -  |
| 1996 | "Lovefool"                                            | # 2         | # 15 |
| 1996 | "Been It"                                             | # 56        | # -  |
| 1996 | "Your New Cuckoo"                                     | # 35        | # -  |
| 1998 | "My Favourite Game"                                   | # 14        | # 3  |
| 1999 | "Erase/Rewind"                                        | # 7         | # 12 |
| 1999 | "Hanging Around"                                      | # 17        | # -  |
| 1999 | "Junk Of The Hearts"                                  | # -         | # -  |
| 1999 | "Burning Down The House (Tom Jones i The Cardigans)"  | # 7         | # 2  |
| 2003 | "For What It's Worth"                                 | # 31        | # 8  |
| 2003 | "You're The Storm"                                    | # 71        | # 10 |
| 2003 | "Live And Learn"                                      | # -         | # -  |
| 2005 | "I Need Some Fine Wine And You, You Need To Be Nicer" | # 59        | # 3  |
| 2006 | "Don't Blame Your Daughter (Diamonds)"                | # -         | # 49 |